# Ewenkezu Zizhiqi
Ewenkezu Zizhiqi (ewenkijska chorągiew autonomiczna; chiń. 鄂温克族自治旗; pinyin: Èwēnkèzú Zìzhìqí) – ewenkijska chorągiew autonomiczna w północno-wschodnich Chinach, w regionie autonomicznym Mongolia Wewnętrzna, w prefekturze miejskiej Hulun Buir. W 1999 roku liczyła 146 066 mieszkańców.